# Championnat d'Éthiopie de football 2013-2014
Navigation
Saison précédente Saison suivante
La saison 2013-2014 du Championnat d'Éthiopie de football est la soixante-huitième édition de la première division en Éthiopie, la National League. Elle regroupe, sous forme d'une poule unique, quatorze équipes du pays qui se rencontrent deux fois au cours de la compétition, à domicile et à l'extérieur. À l'issue de la saison, les deux derniers du classement sont relégués et remplacés par les deux meilleurs de deuxième division. 
C'est le club de Saint-George SA qui remporte la compétition cette saison après avoir terminé en tête du classement final, avec vingt points d'avance sur Ethiopian Coffee et vingt-six sur Defence Force SC. Il s'agit du vingt-sixième titre de champion d'Éthiopie de l'histoire du club.

## Les clubs participants
| - EEPCO - Ethiopian Coffee - Awassa City FC - Dedebit FC - Dasheen Beer FC - Promu de D2 - Defence Force SC - Sidama Bunna FC | - Ethiopian Insurance FC - Arba Minch Textile FC - Harrar Beer Botling FC - Commercial Bank of Ethiopia SA - Saint-George SA - Muger Cement FC - Welayta Dicha FC - Promu de D2 |

## Compétition
Le barème de points servant à établir les classements se décompose ainsi :
- Victoire : 3 points
- Match nul : 1 point
- Défaite : 0 point

### Classement
| Rang | Équipe                         | Pts | J  | G  | N  | P  | Bp | Bc | Diff |
| ---- | ------------------------------ | --- | -- | -- | -- | -- | -- | -- | ---- |
| 1    | Saint-George SA                | 68  | 26 | 22 | 2  | 2  | 55 | 14 | +41  |
| 2    | Ethiopian Coffee               | 48  | 26 | 14 | 6  | 6  | 35 | 23 | +12  |
| 3    | Defence Force SC               | 42  | 26 | 11 | 9  | 6  | 28 | 24 | +4   |
| 4    | Commercial Bank of Ethiopia SA | 39  | 26 | 10 | 9  | 7  | 27 | 25 | +2   |
| 5    | Welayta Dicha FCP              | 38  | 26 | 8  | 14 | 4  | 23 | 17 | +6   |
| 6    | Sidama Bunna FC                | 38  | 26 | 10 | 8  | 8  | 23 | 24 | -1   |
| 7    | Arba Minch Textile FC          | 35  | 26 | 8  | 11 | 7  | 19 | 19 | 0    |
| 8    | Awassa City FC                 | 32  | 26 | 8  | 8  | 10 | 24 | 28 | -4   |
| 9    | Dedebit FC'T'C                 | 31  | 26 | 8  | 7  | 11 | 37 | 31 | +6   |
| 10   | Muger Cement FC                | 31  | 26 | 8  | 7  | 11 | 23 | 29 | -6   |
| 11   | Dashen Beer FCP                | 30  | 26 | 6  | 12 | 8  | 11 | 14 | -3   |
| 12   | EEPCO                          | 25  | 26 | 7  | 4  | 15 | 26 | 42 | -16  |
| 13   | Harar Beer Bottling FC         | 19  | 26 | 4  | 7  | 15 | 16 | 38 | -22  |
| 14   | Ethiopian Insurance FC         | 14  | 26 | 2  | 8  | 16 | 16 | 35 | -19  |

|  | Qualification pour la Ligue des champions de la CAF 2015 |
|  | Qualification pour la Coupe de la confédération 2015     |
|  | Relégation directe en deuxième division                  |
|  | T : Tenant du titre P : Promu de deuxième division       |

## Bilan de la saison
| Championnat d'Éthiopie de football 2013-2014 |                             |
| Champion                                     | Saint-George SA (26e titre) |
| Coupes et trophées                           |                             |
| Vainqueur de la Coupe d'Éthiopie 2013-2014   | Dedebit FC                  |
| Qualifications continentales                 |                             |
| Ligue des champions de la CAF 2015           | Saint-George SA             |
| Coupe de la confédération 2015               | Dedebit FC                  |
| Promotions et relégations                    |                             |
| Promus en National League                    | Woldya City FC              |
| Promus en National League                    | Adama City                  |
| Relégués en Second League                    | Harar Beer Bottling FC      |
| Relégués en Second League                    | Ethiopian Insurance FC      |